# Championnats du monde de biathlon 1979
Les Championnats du monde de biathlon 1979 se tiennent à Ruhpolding (Allemagne), du 15 au 18 février 1979.

## Résultats
| Épreuves            | Or                                                                         | Argent                                                         | Bronze                                                                                  |
| ------------------- | -------------------------------------------------------------------------- | -------------------------------------------------------------- | --------------------------------------------------------------------------------------- |
| Sprint 10 km H      | Frank Ullrich                                                              | Odd Lirhus                                                     | Luigi Weiss                                                                             |
| 20 km individuel H  | Klaus Siebert                                                              | Alexandre Tikhonov                                             | Sigleif Johansen                                                                        |
| Relais 4 x 7,5 km H | Allemagne de l'Est Manfred Beer Klaus Siebert Frank Ullrich Eberhard Rösch | Finlande Simo Halonen Heikki Ikola Erkki Antila Raimo Seppänen | Union soviétique Vladimir Alikin Vladimir Barnachov Nikolaï Krouglov Alexandre Tikhonov |

## Tableau des médailles
| Rang | Nation             | Or | Argent | Bronze | Total |
| ---- | ------------------ | -- | ------ | ------ | ----- |
| 1    | Allemagne de l'Est | 3  | 0      | 0      | 3     |
| 2    | Norvège            | 0  | 1      | 1      | 2     |
| 2    | Union soviétique   | 0  | 1      | 1      | 2     |
| 4    | Finlande           | 0  | 1      | 0      | 1     |
| 5    | Italie             | 0  | 0      | 1      | 1     |